# Front Północny (II radziecki)
Front Północny (ros. Северный фронт) – jedno z wielkich operacyjno-strategicznych ugrupowań wojsk Armii Czerwonej o kompetencjach administracyjnych i operacyjnych na zachodnim terytorium ZSRR, w tym działający podczas wojny z Niemcami w czasie II wojny światowej. 

## Historia
Utworzony 24 czerwca 1941 roku z Leningradzkiego Okręgu Wojskowego. Skład: 7, 14 i 23 Armia. Rozwijał się w rejonie Leningradu i Karelii, naprzeciw  armiom: niemieckiej „Norwegen” oraz fińskie: „Karelia” i „Południowo-Wschodnia”. Przez lipiec i sierpień wycofywał się pod ich naporem  na linię Siestroriecka, a w Karelii na linię; Ołoniec, Pietrozawodsk. Pod koniec lipca udaremnił wojskom niemieckim zdobycie Leningradu z marszu. 23 sierpnia 1941 z jego sił utworzono fronty: Karelski i Leningradzki. 

## Dowództwo frontu
Dowódcy: 
- gen. por. Markian Michajłowicz Popow (24.06.1941 – 26.08.1941)

Szefowie sztabu:
- gen. mjr Dmitrij Nikiszow (24.06.1941 – 23.08.1941)
- płk Nikołaj Gorodiecki (23.08.1941 – 26.08.1941)[3]

## Struktura organizacyjna
Skład 24 czerwca 1941:
- 7 Armia
- 14 Armia
- 23 Armia